# Blastovalva anisochroa
Blastovalva anisochroa är en fjärilsart som beskrevs av Antonius Johannes Theodorus Janse 1960. Blastovalva anisochroa ingår i släktet Blastovalva och familjen stävmalar. Inga underarter finns listade i Catalogue of Life.